# Aeroportul Tuli Lodge
Aeroportul Tuli Lodge (IATA: TLD, ICAO: FBTL) este un aeroport din Districtul Central, Botswana, Botswana.
Situat la o altitudine de 625 m, aeroportul dispune de 1 pistă.

## Infrastructură

### Piste
Aeroportul dispune de o singură pistă. Pista 12/30 are suprafața de asfalt. 